# Karai Senryū
Karai Senryū (柄井 川柳); 1718 - 30 octobre 1790, nom véritable Karai Hachiemon (柄井 八右衛門), est un poète japonais.
En 1787, Karai est arbitre d'un concours de Maekuzuke (川柳評万句合, Senryūhyō Manku Awase) à Edo. Le Maekuzuke est un style populaire à l'époque qui consiste pour un participant à compléter avec ses propres vers un poème déjà existant. À partir de là, Karai recueille chaque année une centaine de mille de ces vers, dont les meilleurs sont distingués et publiés.
Les anthologies intitulées Haifū Yanagidaru, dont 23 paraissent du vivant de Karai et qui sont publiées après sa mort jusqu'en 1833, sont connues sous le nom Senryūten; Ce genre littéraire est désigné d'après son nom de poète Senryū. À la fin du XIXe siècle, le senryū est rétabli par Sakai Kuraki et Kenkabō Inoue.

## Source de la traduction
- (de) Cet article est partiellement ou en totalité issu de l’article de Wikipédia en allemand intitulé « Karai Senryū » (voir la liste des auteurs).
- Notices d'autorité :   - VIAF
  - ISNI
  - LCCN
  - GND
  - Japon
  - CiNii
  - Israël
  - WorldCat